# Platypeza lugens
Platypeza lugens är en tvåvingeart som beskrevs av Friedrich Hermann Loew 1858. Platypeza lugens ingår i släktet Platypeza och familjen svampflugor. Inga underarter finns listade i Catalogue of Life.